# Aparat tlenowy izolujący ucieczkowy

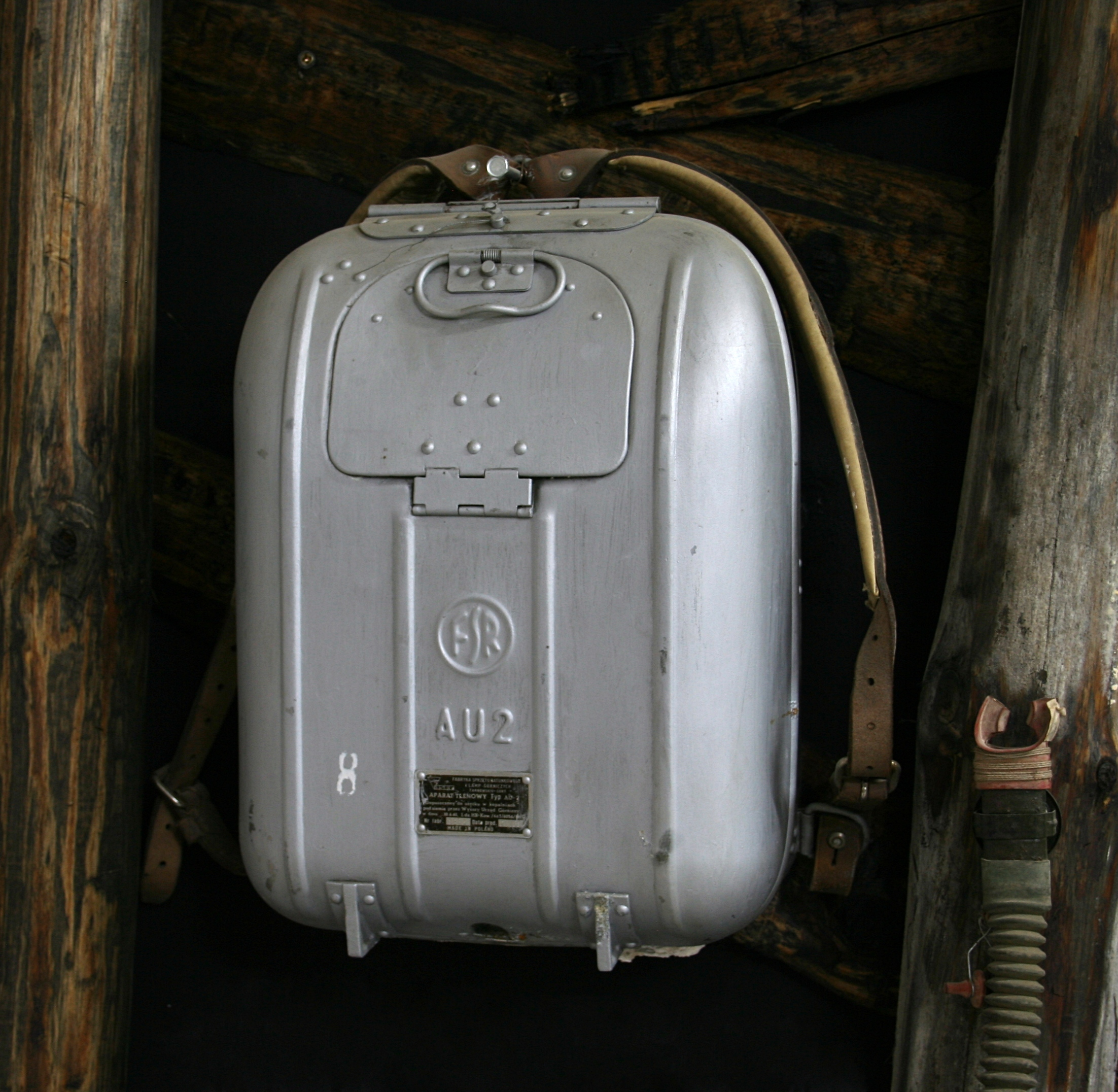
Aparat typu Au-2 (Muzeum Górnictwa Rud Żelaza w Częstochowie)

Aparat tlenowy izolujący ucieczkowy – aparat regeneracyjny używany w górnictwie służący do ochrony dróg oddechowych załogi kopalni podczas wycofywania się ze strefy zagrożenia gazowego, używany tam, gdzie stężenie toksycznych gazów przewyższa zdolności pochłaniaczy lub stężenie tlenu jest zbyt niskie. Aparaty ucieczkowe różnych typów posiadają butlę tlenową lub substancje, które reagując wytwarzają tlen. Zazwyczaj okres ich działania wynosi ok. godziny.